# أغليان (أختاتشي محالي)
أغلیان (بالفارسية: اغلیان) هي قرية تقع في إيران في أذربيجان الغربية. يقدر عدد سكانها بـ 137 نسمة بحسب إحصاء 2016.